# Rafter Romance
Rafter Romance è un film statunitense del 1933 diretto da William A. Seiter.
Il film si basa sul romanzo omonimo del 1932 di John Wells.